# Тавричанка (Альшеєвський район)
Таврича́нка (рос. Тавричанка, башк. Тавричанка) — село у складі Альшеєвського району Башкортостану, Росія. Адміністративний центр Кизильської сільської ради.
Населення — 635 осіб (2010; 734 в 2002).
Національний склад:
- росіяни — 35 %
- башкири — 27 %